# Азналіно
Азна́ліно (рос. Азналино) — присілок у складі Сафакулевського округу Курганської області, Росія.
Населення — 222 особи (2010, 284 у 2002).
Національний склад станом на 2002 рік:
- башкири — 93 %